# Mika Biereth
Mika Miles Biereth (ur. 8 lutego 2003 w Londynie) – duński piłkarz pochodzenia angielskiego, występujący na pozycji napastnika, reprezentant Danii. Od 2025 zawodnik AS Monaco.
Wychowanek Arsenalu, w trakcie swojej kariery grał także w takich zespołach jak RKC Waalwijk, Motherwell oraz SK Sturm Graz.